# Walter Land
Walter Gottlieb Land (* 3. Oktober 1938 in Eitorf, Siegkreis) ist ein deutscher Chirurg. Bekannt wurde er für seine Pionierarbeit auf dem Gebiet der Transplantationsmedizin und der Transplantationsimmunologie. 1977/78 förderte er die postmortale Organspende mit Gründung und Einführung des „Modells München“, einer Organisationsform, die zu einer deutlichen Zunahme verfügbarer Spenderorgane führte und in wenig abgeänderter Form später an allen deutschen Transplantationszentren etabliert wurde. 1979 führte er die erste Pankreastransplantation durch und 1994 die erste Lebend-Nieren-Transplantation bei einem Ehepaar in Deutschland.

## Leben und Wirken
Walter Land studierte von 1958 bis 1964 Medizin an den Universitäten in Freiburg im Breisgau, Edinburgh und Düsseldorf und wurde 1966 in Düsseldorf zum Dr. med. promoviert. Er verdiente sich als Bandleader mit der Gitarre ein Taschengeld in einem Tanzlokal und spielte als aktiver Fußballer im Raum Siegkreis zusammen mit Wolfgang Overath und Wilfried Kohlars in einer Jugendmannschaft.
Von 1968 bis Ende der 1970er Jahre war Walter Land in München Spielführer der Münchener Ärzte-Fußball-Mannschaft und organisierte zahlreiche Turniere, zum großen Teil als Werbung für die Organspende.
Nach Beendigung der Medizinalassistentenzeit in Düsseldorf diente er 1966/1967 als Stabsarzt bei der Bundeswehr am Truppenamt in Köln. Von 1967 bis 1971 arbeitete er als wissenschaftlicher Assistent am Institut für Chirurgische Forschung an der Ludwig-Maximilians-Universität München (LMU), 1972 habilitierte er sich für das Fach Experimentelle Chirurgie bei Walter Brendel. 1975 übernahm er die Leitung des neu gegründeten Transplantationszentrums an der Chirurgischen Klinik der LMU. 1979 wurde er zum Professor für Chirurgie ernannt, 1986 übernahm er die Leitung der neu gegründeten Abteilung für Transplantationschirurgie an der Chirurgischen Klinik im Klinikum Großhadern. Von seiner Emeritierung 2004 bis 2010 war er als Visiting Professor an der Başkent Universität in Ankara tätig. 2014 wechselte er im Rahmen einer Ehrenprofessur an die Universität Straßburg.
Das Lebenswerk von Land umfasst über 1000 wissenschaftliche Publikationen sowie Mitherausgeber- und Mitautorschaft bei 18 Büchern.

## Wissenschaftliche Schwerpunkte
Land war 1968 an der ersten erfolgreichen Herztransplantation von Christiaan Barnard in Kapstadt beteiligt, wo er den Patienten mittels eines Immunserums vom Pferd mitbehandelte. 1981 fungierte er als mitbehandelnder Arzt bei der ersten erfolgreichen Herztransplantation in Deutschland am Deutschen Herzzentrum München. In den 1980ern und 1990ern erwarb sich Land als Transplantationschirurg internationale Anerkennung auf den Gebieten der experimentellen und klinischen Organtransplantation, der Immunsuppression, der Transplantations-Ethik, der gerechten Organallokation, der Organisation der postmortalen Organspende sowie der emotional-verwandten (d. h. nicht-verwandten) Lebendspende-Nieren-Transplantation, z. B. bei Ehepaaren.
Nach seiner Emeritierung widmete er sich einem modernen Gebiet der Immunologie, der so genannten angeborenen Immunität (innate immunity), einem evolutionär hochgradig konservierten Abwehrsystem des Menschen, das auf eine Gewebeschädigung immer mit einer Entzündungsreaktion antwortet und damit in der Regel zur Heilung führt. Zellen dieses Abwehrsystems erkennen die Schädigung durch Wahrnehmung spezifischer Schädigungsmoleküle, der sogenannten „DAMPs“ (Damage-associated molecular Patterns) – ein Begriff, den Land 2003 geprägt hat. Gerät das angeborene Immunsystem jedoch außer Kontrolle, das heißt, werden DAMPs im Überschuss gebildet, können sie ursächlich zu vielen schwerwiegenden, z. T. tödlichen Krankheiten führen. In einer 2018 im Springer-Verlag erschienenen Monografie beschrieb Land umfassend dieses neue Paradigma in der Immunologie.
Nach neueren Erkenntnissen ist die angeborene Immunität auch für die Abstoßung von Organtransplantaten in überwiegendem Maße verantwortlich (Innate Alloimmunity). Seine Motivation, als Chirurg auf diesem immunologischen Gebiet zu arbeiten, entsprang einer Entdeckung, die er im Zuge einer klinischen Studie machte. Auf dem Boden dieser Entdeckung entwickelte er die so genannte Injury Hypothesis, wonach die Immunabwehr des Menschen primär gegen jede Form einer Gewebeschädigung gerichtet ist und nicht nur – wie über 60 Jahre in der Immunologie gelehrt – gegen eindringende Krankheitserreger. Land entwickelte dieses Konzept weiter zu einer neuartigen Evolution-orientierten Alterstheorie, die den Alterungsprozess beim Menschen zu erklären versucht: Die angeborene Immunität beschützt in der Jugendzeit, d. h. in der Fortpflanzungsphase, den Menschen vor allem von außen einwirkenden gefährlichen Körperschädigungen und Körperverletzungen. Damit ist die Vererbung der humanen Gene gesichert und die Spezies Mensch ist unsterblich. Im Alter jedoch, d. h. jenseits der Fortpflanzungsphase, erkennt dasselbe immunologische Abwehrsystem die inneren Verschleißerscheinungen als gefährliche Körperschäden und reagiert wiederum mit einer den ganzen Organismus erfassenden, nichtendenden entzündlichen Abwehrreaktion: Altern und Tod sind die Folgen.
Nach Wechsel an die Universität Straßburg hat Land sein Forschungsgebiet über die DAMPs interdisziplinär ausgerichtet und erweitert. Ausgangspunkt dieser Entwicklung waren zunehmende Publikationen aus unterschiedlichen biologischen Fachrichtungen, die darauf hinwiesen, dass alle derzeit lebenden Organismen unseres Planeten im Zuge der Evolution den täglichen Überlebenskampf gegen lebensbedrohliche Körperschäden (Darwin’s „struggle for Existence, survival of the Fittest“) nur mit dem Einsatz von DAMPs erfolgreich gestalten konnten. Diese Moleküle leiten über die Aktivierung des Immunsystems gezielt molekulare Abwehrreaktionen ein, welche infektiöse oder nicht-infektiöse Körperschädigungen wirksam bekämpfen. Doch können DAMPs, wenn sie in unkontrollierter Weise überschießend produziert werden, entzündliche und immunologische Erkrankungen verursachen. Diese Erkenntnis führte zu neuen therapeutischen Ansätzen, derartige Krankheiten mittels Reduktion von DAMPs zu behandeln. Das von Land mitentwickelte interdisziplinäre DAMPs-Konzept (DAMPs across the Tree of Life) findet 2020 auf internationalen Symposien und im Rahmen online-publizierter Forschungsprojekte zunehmende Beachtung.

## Mitgliedschaften
Land war Gründer bzw. Mitbegründer zahlreicher wissenschaftlicher Gesellschaften und Institutionen u. a. der Deutschen Akademie für Transplantationsmedizin, der Deutschen und Europäischen Transplantationsgesellschaft (DTG, ESOT), der Deutschen und Europäischen Transplantationsschule (Walter-Brendel-Kolleg, Hesperis Course) und der Deutschen Stiftung Organtransplantation (DSO). Er ist außerdem Ehrenmitglied der Amerikanischen Gesellschaft der Transplantationschirurgen (ASTS) und der Europäischen Akademie für Tumorimmunologie (European Academy of Tumor Immunology, EATI).

## Ehrungen
- 1991: Erich-Lexer-Preis der Deutschen Gesellschaft für Chirurgie
- 1995: Bundesverdienstkreuz am Bande
- 1997: Bayerische Staatsmedaille für soziale Verdienste
- 2000: Silber-Medaille der Internationalen Transplantationsgesellschaft
- 2001: Wahl zum Mitglied der Deutschen Akademie der Naturforscher Leopoldina[21]
- 2005: Maharshi Sushruta Award in Transplantation Biology (IKDRC & ITS, Ahmedabad, India)

## Veröffentlichungen (Auswahl)
- als Hrsg. mit R. Landgraf: Segmental Pancreatic Transplantation. International Workshop Munich/Spitzingsee. Georg Thieme, Stuttgart / New York 1983, ISBN 3-13-645901-6.